# Peltodytes floridensis
Peltodytes floridensis är en skalbaggsart som beskrevs av Matheson 1912. Peltodytes floridensis ingår i släktet Peltodytes och familjen vattentrampare. Inga underarter finns listade i Catalogue of Life.